# MEET THE MUSIC
MEET THE MUSIC（ミート・ザ・ミュージック）は、全国FM連合と、FMケータイ（FM放送を受信可能な携帯電話）を発売しているKDDI（auブランド。沖縄セルラー電話を含む）が2008年から2012年まで開催した、大型連動のキャンペーン「MEET THE MUSIC」の一環で行なわれたイベント。

## 概要
その内、毎年3月の中旬から下旬に一組のアーティストのライブの模様を全国同時生中継していた。ジャパンコンソーシアム主体のオリンピック中継以外で全民放FMが同時生放送する試みは珍しい（ただし、ラジオ災害情報交差点等の防災面やの協力や、局の垣根を越えた合同イベントで生中継をする事は少なからずある。詳しくは「全国FM連合」の項を参照）。
このライブイベントでは毎年53組106名（参加52局と連合本体、合わせて53であることにちなむ）のリスナーが、「ライヴリポーター」として招待された（2010年までは毎年54組108名（参加53局と連合本体を合わせた54））。
イベントのCMナレーションは開始以来一貫して小林克也が務めていた。

## 民放FM52局一覧
- 各系列局のプルダウンをご覧いただきたい。

## 2008年・MEET THE MUSIC 2008!第1弾
MEET THE MUSIC 2008!　全国民放FM53局＆KDDI present 桑田佳祐アコースティックライブ in 石垣島
- 出演：桑田佳祐
- ライブ地：沖縄県石垣島
- 放送時間：2008年3月23日日曜日　19:00～20:00

JFN各局は「SUNDAY SPECIAL」枠。ネット番組やファイル配信番組は休止。なお、その他の15局も19時台を跨ぐワイド番組を短縮したり、各番組を休止したりして対応。

## 2008年・MEET THE MUSIC 2008!第2弾
MEET THE MUSIC 2008!　全国民放FM53局＆KDDI present Southern All Stars 30th Anniversary Live!!
- 出演：サザンオールスターズ
- 放送時間：2008年8月30日土曜日　25:00～26:30

2008年夏に行なわれた、「au by KDDI presents サザンオールスターズ『真夏の大感謝祭』30周年記念LIVE supported by WOWOW」の最終日の模様の90分ダイジェスト。日産スタジアムからのライブ録音だったが、番組スポンサーに配慮して放送上では正式名称の「横浜国際総合競技場」で紹介していた。

## 2009年・MEET THE MUSIC 2009!第1弾
全国民放FM53局＆KDDI present MEET THE MUSIC Live with コブクロファンフェスタ2009
- 出演：コブクロ
- ライブ地：和歌山ビッグホエール
- 放送時間：2009年3月22日日曜日　19:00～20:00

## 2009年・MEET THE MUSIC 2009!第2弾
全国民放FM53局 & KDDI present 忌野清志郎 Rock'n Roll Radio Show!
- 出演：小林克也、仲井戸麗市
- 今回は放送時間が地域によってまちまちとなる。

2009.9.19　25：00 - 27：00
FM NOATH WAVE、FM岩手、Date fm、FM秋田、Boy-FM、NACK5、TOKYO FM、J-WAVE、FM-FUJI、FMぐんま、RADIO BERRY、FM PORT、FM長野、FMとやま、RADIO-i、Radio80、radio cube、e-radio、FM802、FM COCOLO、Kiss-FM KOBE、FMY、Be fine、FM徳島、FMS、fm nagasaki、Air-Radio、FM沖縄
2009.9.19　26：00 - 28：00
AIR-G’、FM青森、ふくしまFM、FM-NIIGATA、K-MIX、Hello Five、FM福井、FM AICHI、ZIP-FM、α-STATION、FM OSAKA、V-air、FM岡山、HFM、FM愛媛、Hi-Six、FM FUKUOKA、CROSS FM、Love FM、FMK、JOY FM、μFM
2009.9.19　25：30 - 27：30
FM yokohama
2009.9.20　19：00 - 19：55
Inter FM
2009.9.20　24：00 - 26：00
bayfm

## 2010年・MEET THE MUSIC 2010!
全国民放FM53局＆KDDI present MEET THE MUSIC LIVE with レミオロメン
- 出演：レミオロメン
- ライブ地：東京・ビルボードライブ東京
- 放送時間　2010年3月21日日曜日　19:00～20:00

## 2011年・MEET THE MUSIC 11!
全国民放FM52局＆KDDI present MEET THE MUSIC LIVE with Superfly
- 出演：Superfly
- ライブ地：沖縄県沖縄ナムラホール
- 放送予定時間　2011年3月20日日曜日　19:00～20:00

開催直前の11日に東北地方太平洋沖地震が発生したため中止。本来放送する予定だった時間、TOKYO FMと一部のJFN加盟局ではアニメソングのみを特集した特別番組（DJ：赤坂泰彦）を放送した。その後、Superflyの沖縄でのライブは、同年の秋に、沖縄コンベンションセンターにて、ツアーの一部として開催されたが、ラジオの中継は一切なかった。

## 2012年・MEET THE MUSIC 12!
全国民放FM52局＆KDDI present MEET THE MUSIC LIVE with 福山雅治
- 出演：福山雅治
- ライブ地：石巻市立住吉中学校体育館
- 放送時間　2012年3月18日日曜日　19:00～20:00

## 2013年について
2013年度は開催されなかった。その代わり、日本民間放送連盟ラジオ委員会が1985年6月15日に国立競技場にて行なわれた野外音楽イベント『ALL TOGETHER NOW by LION』の秘蔵音源を発掘した特番『ALL TOGETHER NOW 2013 by LION』のFM版を、2013年5月4日・5日に2夜連続で放送。
2014年以降も開催されておらず、明言されていないが12年で事実上終了したと考えられる。なお、民放連ラジオ委員会は、その後、このイベントが例年行われた時期の前後に、『WE LOVE RADIO!』などのラジオを題材にした特別番組を編成・放送しており、こちらにとって代わられたとも考えられる。